# Microplexia aurantiaca
Microplexia aurantiaca är en fjärilsart som beskrevs av Saalmüller 1891. Microplexia aurantiaca ingår i släktet Microplexia och familjen nattflyn. Inga underarter finns listade i Catalogue of Life.